# Phil Jackson
Philip Douglas Jackson (Deer Lodge, 17 de setembro de 1945) é um executivo americano de basquete profissional, ex-treinador e ex-jogador, presidiu o New York Knicks de 2014 a 2017, time da National Basketball Association (NBA). Jackson foi treinador do Chicago Bulls de 1989 até 1998, período em que o Chicago ganhou seis campeonatos da NBA. Treinou também o Los Angeles Lakers, de 1999 até 2004 e de 2005 até 2011, ganhando cinco títulos da NBA. No total, Jackson ganhou 11 títulos da NBA como técnico, superando o recorde anterior de nove estabelecido por Red Auerbach. Jackson também ganhou dois campeonatos como jogador pelos New York Knicks em 1970 e 1973, e detém o recorde de títulos da NBA somados entre jogador e treinador, 13 títulos no total.
Jackson é conhecido por usar a tática de triângulo ofensivo Tex Winter e por sua abordagem holística, influenciado pela filosofia oriental em seus métodos de treino, o que lhe valeu o apelido de "Mestre Zen". Jackson também aplica práticas espirituais de nativos americanos, conforme documentado em seu livro "Sacred Hoops". É autor de vários livros onde descreve suas equipes e suas estratégias no basquete. Em 2007 Jackson foi introduzido no Basketball Hall of Fame. Em 1996 como parte das celebrações do 50º aniversário da NBA, Jackson foi nomeado um dos 10 maiores treinadores na história da liga. Aposentou-se como treinador em 2011 e em março de 2014 foi anunciado como executivo do New York Knicks.

## Títulos
Como jogador
- NBA (2): 1970, 1973
- NBA All-Rookie Team: 1968
- Primeiro Time da Division II All-American (2): 1966, 1967

Como treinador
- NBA (11): 1991, 1992, 1993, 1996, 1997, 1998, 2000, 2001, 2002, 2009, 2010,
- Treinador da NBA All-Star Game (4): 1992, 1996, 2000, 2009
- NBA Coach of the Year: 1996
- Top 10 Coaches in NBA History

## Livros
- Jackson, Phil; George Kalinsky (1970). Take It All!. [S.l.: s.n.] ISBN 0-02-029190-6
- Jackson, Phil; Charley Rosen (1975). Maverick. [S.l.: s.n.] ISBN 0-87223-439-8
- Jackson, Phil; Hugh Delehanty (1995). Sacred Hoops: Spiritual Lessons of a Hardwood Warrior. [S.l.: s.n.] ISBN 0-7868-6206-8
- Jackson, Phil; Charley Rosen (2001). More than a Game. [S.l.: s.n.] ISBN 1-58322-060-7
- Jackson, Phil; Michael Arkush (2004). The Last Season: A Team in Search of Its Soul. [S.l.: s.n.] ISBN 1-59420-035-1
- Jackson, Phil (2009). The Los Angeles Lakers: 50 Amazing Years in the City of Angels. [S.l.: s.n.] ISBN 0-9823242-0-0
- Jackson, Phil (2010). Journey to the Ring: Behind the Scenes with the 2010 NBA Champion Lakers. [S.l.: s.n.] ISBN 0-9823242-2-7
- Jackson, Phil (2013). Eleven Rings: The Soul of Success. [S.l.: s.n.] ISBN 9781594205118

## Ligação externa
- Phil Jackson no The Naismith Memorial Basketball Hall of Fame
- «Phil Jackson player file». Consultado em 16 de dezembro de 2016. Cópia arquivada em 2 de dezembro de 2010 no NBA.com
- «Phil Jackson coach profile». Consultado em 16 de dezembro de 2016. Cópia arquivada em 1 de dezembro de 2010 no NBA.com
- NBA career stats as a coach no Basketball-Reference
- NBA career stats as a player no Basketball-Reference
- Phil Jackson. no IMDb.